# IT Водолея
IT Водолея (лат. IT Aquarii), HD 200139 — одиночная переменная звезда в созвездии Водолея на расстоянии приблизительно 869 световых лет (около 266 парсеков) от Солнца. Видимая звёздная величина звезды — от +7,25m до +7,1m.

## Характеристики
IT Водолея — красный гигант, пульсирующая полуправильная переменная звезда (SR) спектрального класса M0 или M2/3III. Эффективная температура — около 3494 К.